# Carolyn Shoemaker
Carolyn Jean Spellmann Shoemaker (Gallup, Novo México, 24 de junho de 1929 – 13 de agosto de 2021 ) foi uma astrônoma e pesquisadora norte-americana.
Foi codescobridora do Cometa Shoemaker-Levy 9 Carolyn foi a detentora do recorde de cometas descobertos por apenas uma pessoa, tendo descoberto 32 cometas e mais de 800 asteroides. Apesar de Carolyn ter uma graduação em história, ciência política e literatura inglesa, seu interesse por ciência era pequeno até conhecer e se casar com o geólogo Eugene Shoemaker.
Apesar de sua relativa inexperiência e sem um título científico na graduação, o Instituto de Tecnologia da Califórnia (Caltech) aceitou que ela integrasse a equipe de Eugene e se tornasse pesquisadora assistente. Além disso, ela mostrou ter visão estéreo, o que foi essencial para observar e identificar objetos distantes da Terra.

## Biografia
Carolyn nasceu na cidade de Gallup, no Novo México, em 1929. Era filha de Leonard e Hazel Arthur Spellmann. Quando criança, sua família se mudou para Chico, na Califórnia, onde ela e seu irmão mais velho, Richard, cresceram. Após terminar o ensino médio, Carolyn ingressou na graduação em história, ciências políticas e literatura inglesa, com mestrado na mesma área, pela Universidade do Estado da Califórnia, em Chico.
Quando Richard foi para a Caltech estudar engenharia química, seu colega de quarto no alojamento dos estudantes era um rapaz chamado Eugene Shoemaker, mas Carolyn só o conheceria mais tarde, no verão de 1950, no casamento de Richard. Eugene se mudara para Nova Jérsei para trabalhar em seu doutorado em petrologia pela Universidade de Princeton, mas retornou à Califórnia para ser padrinho no casamento do colega. Assim que retornou para Princeton, ele e Carolyn começaram a trocar cartas, seguido por duas semanas acampando no Colorado. Carolyn e Richard se casaram em 18 de agosto de 1951 e tiveram três filhos: Christy, Linda e Patrick (Pat).
Carolyn e a família viveram em vários estados até se assentar em Flagstaff, no Arizona, quando Carolyn e Eugene começaram a trabalhar no Observatório Lowell.

## Carreira
O primeiro trabalho de Carolyn depois de casar foi de professora da 7.ª série. Infeliz em sua carreira docente, Carolyn largou o emprego para cuidar da família. Aos 51 anos, depois que seus filhos cresceram e se mudaram de casa, Carolyn começou a procurar por um trabalho que preenchesse a sensação de "ninho vazio". Na juventude ela nunca tinha se interessado por ciência, tendo feito um curso de extensão em geologia e achado muito chato.

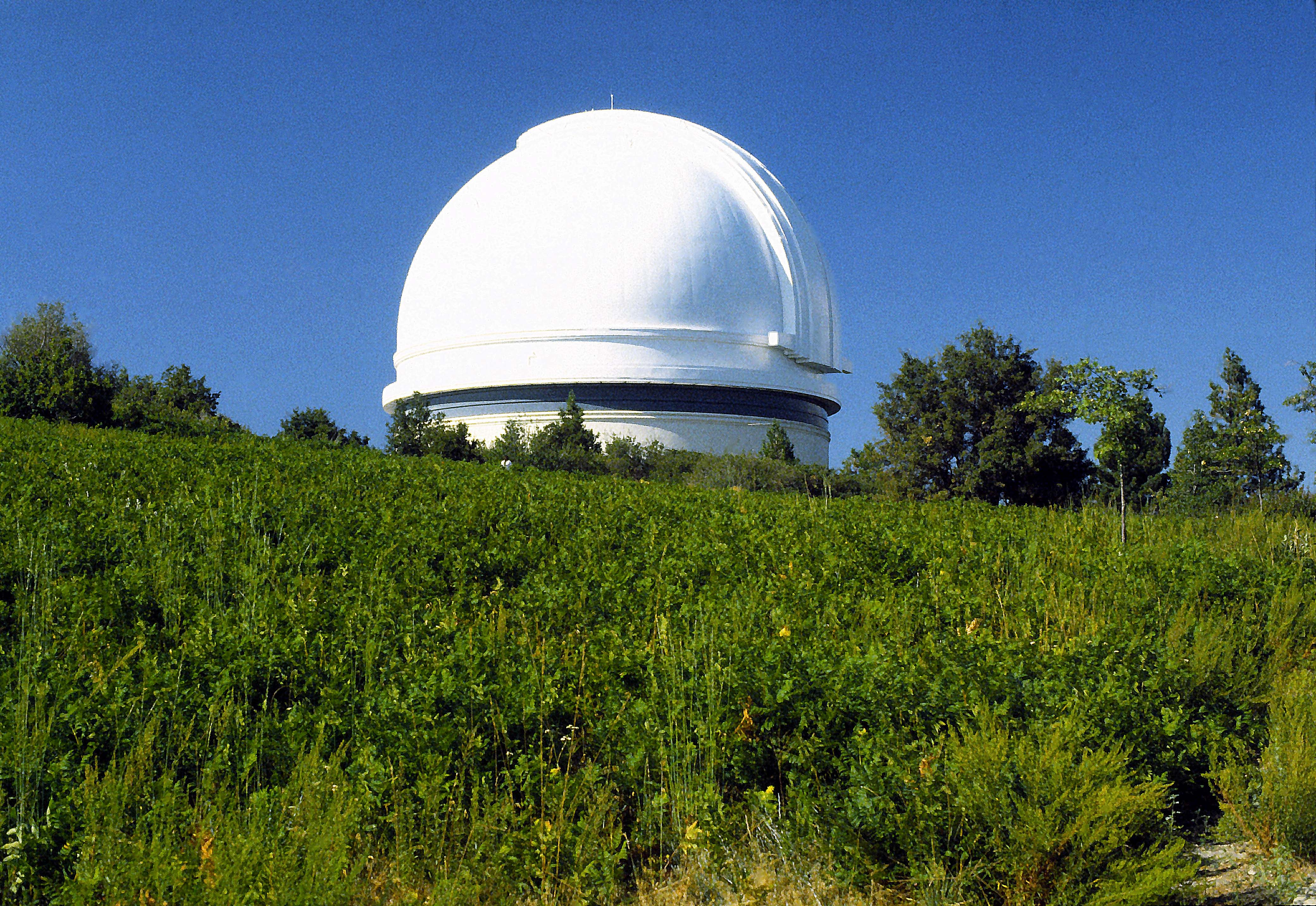
Observatório Palomar, perto de San Diego, onde Carolyn Gene Shoemaker fizeram várias descobertas astronômicas

Foi um estudante do Observatório Lowell que começou a lhe ensinar astronomia. Em seguida, ela começou a trabalhar como assistente de campo do marido, analisando e mapeando crateras de impacto. Sua carreira na astronomia começou em 1980, aos 51 anos, ao observar asteroides e cometas que passavam próximos à órbita terrestre no Observatório Palomar, em San Diego e na Caltech.
Naquele mesmo ano, 1980, Carolyn foi contratada pelo Serviço Geológico dos Estados Unidos como cientista visitante na área de astronomia e, em 1989, começou a trabalhar como professora assistente na mesma área pela Universidade do Norte do Arizona, onde continuou seu trabalho em busca de cometas e asteroides e por onde recebeu um doutorado em ciências, em 1990. Comandados pelo astrônomo David H. Levy, Carolyn e Eugene identificaram o Cometa Shoemaker-Levy 9 e, 24 de março de 1993. Ele se partiu em vários pedaços e colidiu com Júpiter em julho de 1994.
Durante a década de 1980 e 1990, Carolyn usou filme fotográfico e o telescópio do Observatório Palomar, combinados com estereoscopia para encontrar objetos que se movia contra o fundo de estrelas fixas.
Em 1997, Eugene e Carolyn se envolveram em um grave acidente de carro enquanto mapeavam crateras de impacto na Austrália. Carolyn teve ferimentos graves e Eugene morreu na hora. Depois de se recuperar do acidente, ela retomou seu trabalho no Observatório Lowell. Carolyn participou de várias observações astronômicas importantes até 2002.

## Morte
Carolyn morreu em 13 de agosto de 2021, aos 92 anos de idade.